# Gira Colombiana del Atlético de Madrid 2012
La Gira Colombiana del Atlético de Madrid 2012 fue una serie de partidos amistosos de fútbol realizados por el Club Atlético de Madrid en tierras colombianas para poner fin a la temporada 2011/12 y expandir la imagen del club por Sudamérica, aprovechando el tirón de los dos jugadores colombianos de la plantilla, Radamel Falcao García y Amaranto Perea.

## La Gira

### Millonarios - Atlético de Madrid
Partido disputado el 16 de mayo en el Estadio El Campín de Bogotá, entre el Millonarios FC de Colombia y el Atlético de Madrid.
Antes del saque inicial, ambas escuadras guardaron un minuto de silencio por los dos agentes de policía muertos en Bogotá durante un atentado con explosivos contra un exministro colombiano.
El equipo español, flamante campeón de la UEFA Europa League 2011-12, venció 1-2 con goles del ariete Radamel Falcao que anotó tempranamente un golazo de chilena y Koke. El gol millonario fue de Matías Urbano de penalti.
Los más de 20.000 espectadores, que vistieron camisetas y banderas de ambos equipos, se deleitaron con sus compatriotas colchoneros a los que aplaudieron y homenajearon. El propio capitán rojiblanco, Amaranto Perea levantó el trofeo "Copa Colombia" como vencedor del partido.

### América de Cali - Atlético de Madrid
Partido disputado el 19 de mayo en el Estadio Olímpico Pascual Guerrero de Cali, entre el América de Cali y el Atlético de Madrid. 
Partido amistoso que llenó el estadio con más de 33.000 espectadores donde se impusieron por 1-2 los jugadores atléticos con gol de Radamel Falcao (nominado al puskas) en el (33') y gol Salvio al principio de la segunda mitad (52') y con gol de penalti de Rubén Darío Bustos en el 58' para el América.

### Atlético Huila - Atlético de Madrid
Partido disputado el 22 de mayo en el Estadio Guillermo Plazas Alcid de Neiva, entre Atlético Huila y el Atlético de Madrid. No pudo jugar el partido el ídolo colombiano Radamel Falcao debido a una lesión muscular ante la decepción de los aficionados que se desplazaron para ver el encuentro.
El Atlético de Madrid ganó por 1-3 al Atlético Huila en el último compromiso amistoso que disputó en Colombia. con goles de Salvio en el 32', Silvio en el 43' y otra vez Salvio en el 74'. el gol local fue obra de Digno González en el 48'.
El defensa Amaranto Perea, que jugó su último partido con el uniforme del Atlético de Madrid tras ocho temporadas fue el encargado de recoger el trofeo "Copa Neiva" junto con Radamel Falcao como ganador del encuentro.

## Partidos disputados
| Encuentro     | Fecha      | Lugar                                     | Local           | Resultado | Visitante          |
| ------------- | ---------- | ----------------------------------------- | --------------- | --------- | ------------------ |
| Copa Colombia | 16 de mayo | Estadio Nemesio Camacho El Campín, Bogotá | Millonarios     | 1-2       | Atlético de Madrid |
| Amistoso      | 19 de mayo | Estadio Olímpico Pascual Guerrero, Cali   | América de Cali | 1-2       | Atlético de Madrid |
| Copa Neiva    | 22 de mayo | Estadio Guillermo Plazas Alcid, Neiva     | Atlético Huila  | 1-3       | Atlético de Madrid |

El Club Atlético de Madrid terminó la gira por Colombia invicto, dando así por cerrada la temporada.